# Garverimuseet

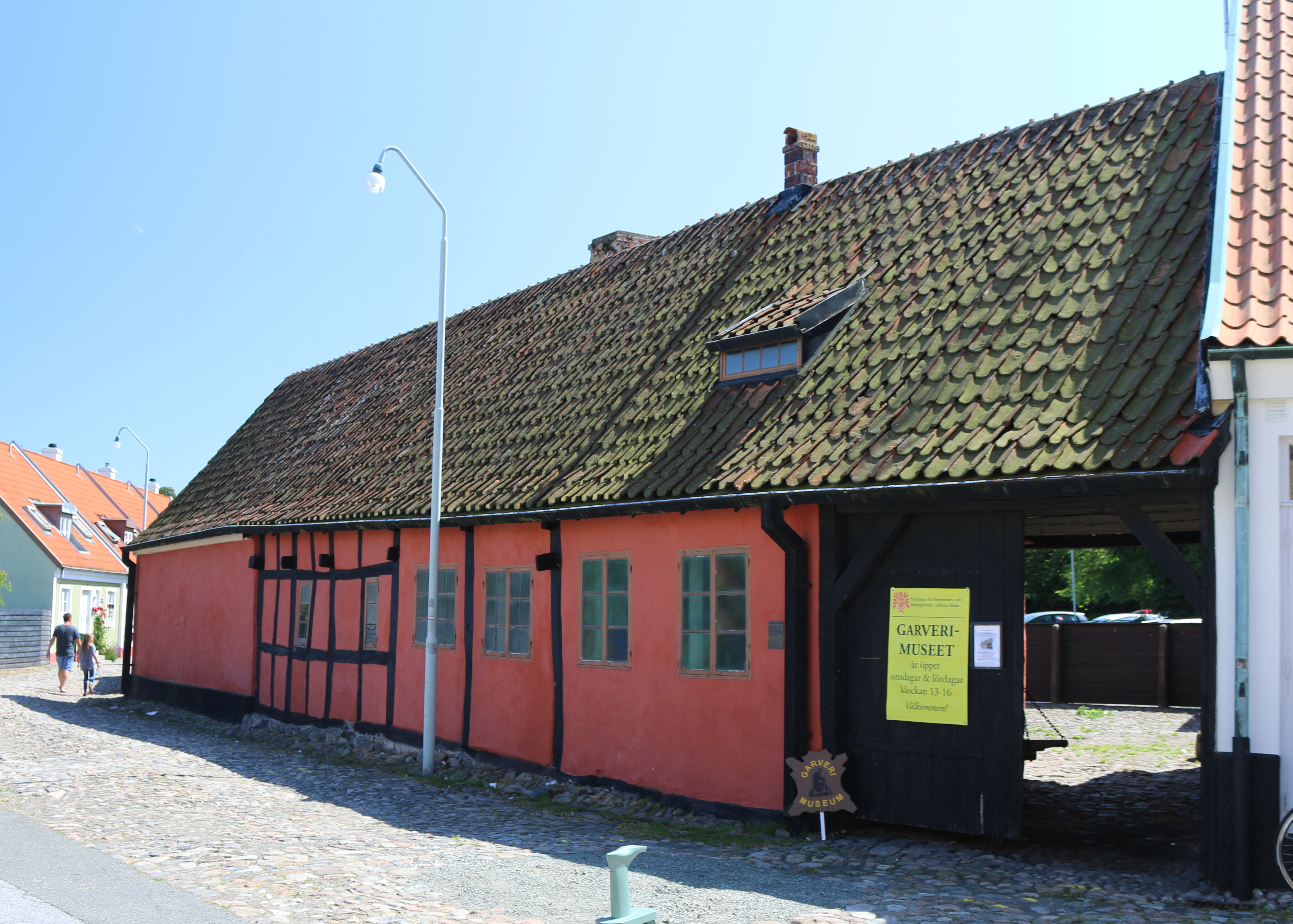
Garverimuseet i Simrishamn.

Garverimuseet ligger mitt i Simrishamn i det så kallade Strömska garveriet, en av Simrishamns äldsta byggnader. Museet öppnade år 1926 och är därmed landets äldsta garverimuseum. Här kan man följa arbetet med stadens garveriarbete och livet som arbetare på Ehrnbergs & Sons Läderfabrik. Ehrnbergs var den tidens dominerande fabrik i bygden och en stor exportör av läder- och skinnprodukter.
I utställningen visas äldre, antika verktyg och garverimetoder. Guiderna i museet är tidigare anställda vid fabriken. 
Nils Peter Ehrnberg (1804–1853) övertog 1832 sin svärfar Jonas Rörbecks garveri i Simrishamn. Hans äldste son Jonas Ehrnberg (1831–1910) upptog 1885 sin äldste son Alfred Ehrnberg (1858–1914) som kompanjon under firmanamnet Ehrnberg & son. Under Alfreds tid som ledare ombildades garveriet till en modern läderfabrik och blev 1898 aktiebolag.